# Gallmyggestekel
Gallmyggestekel (Platygaster zosine9 är en stekelart som beskrevs av Walker 1836. Platygaster zosine ingår i släktet Platygaster och familjen gallmyggesteklar. Inga underarter finns listade i Catalogue of Life.